# Colin Kaepernick
(en) Statistiques sur pro-football-reference
Colin Rand Kaepernick, né le 3 novembre 1987 à Milwaukee dans le Wisconsin, est un joueur américain de football américain. Sélectionné au deuxième tour de la draft 2011 de la NFL, le quarterback (quart-arrière) joue six saisons pour les 49ers de San Francisco. Joueur mobile, il devient titulaire lors de la saison 2012 après la blessure d'Alex Smith et guide son équipe jusqu'au Super Bowl XLVII qu'elle perd face aux Ravens de Baltimore. Après une nouvelle saison titulaire et une défaite aux portes du Super Bowl, ses adversaires s'ajustent à son style de jeu et limitent sa production sur le terrain.
Lors de la saison 2016, Colin Kaepernick devient le centre de l'attention médiatique en s'agenouillant pendant l'hymne national américain afin de protester contre le racisme aux États-Unis et les violences policières envers les minorités. En pleine élection présidentielle, le joueur devient un personnage clivant, pris à partie par Donald Trump et ses supporteurs. À la fin de la saison 2016, Kaepernick utilise l'option de son contrat avec les 49ers de San Francisco pour mettre fin à celui-ci et devenir agent libre. Il n’a jamais retrouvé de club.
Non recruté par une autre équipe de la ligue, Colin Kaepernick porte plainte en novembre 2017 contre la ligue et ses propriétaires pour collusion afin qu'il ne soit plus joueur de la NFL.
Activiste récompensé par GQ, Sports Illustrated ou encore Amnesty International, il est la vedette d'une campagne publicitaire de Nike pour les 30 ans du slogan Just do it. Une mini-série lui est dédiée sur Netflix. Elle porte le nom en français de Colin en noir et blanc. Il y raconte son adolescence et son cheminement vers la NFL ainsi que les problèmes liés au racisme qu'il a dû affronter.

## Biographie

### Jeunesse
La mère de Colin, Heidi Russo, est âgée de 19 ans lorsqu'il naît à Milwaukee dans le Wisconsin le 3 novembre 1987. Abandonnée durant sa grossesse par le père biologique de l'enfant, elle le confie à l'adoption. Quelques jours après sa naissance, l'enfant métis est adopté par Rick et Teresa Kaepernick, dont il prend le nom d'état-civil. Le couple Kaepernick a déjà deux enfants, un fils prénommé Kyle et une fille prénommée Devon,. Deux autres enfants du couple, Lance et Kent, sont décédés peu après leur naissance de déformations cardiaques,,. Quelques années après ces drames, le couple décide d'agrandir la famille en adoptant. Cinq semaines après sa naissance, le jeune Colin arrive dans la famille qui vit dans la campagne du Wisconsin, où il détonne en étant le seul enfant noir de la ville de Fond du Lac,,.
En 1991, alors qu'il a 4 ans, la famille part habiter à Turlock en Californie à la suite d'un changement professionnel de Rick Kaepernick,,. Ses résultats scolaires à l'école élémentaire sont excellents, si bien qu'il est invité à rejoindre le programme des étudiants talentueux. À l'école secondaire de Pitman, Colin Kaepernick montre des talents sportifs et est une vedette dans trois sports différents. Les amis de son frère, Kyle, le surnomment Bo après Bo Jackson. Capable de lancer la balle de baseball à de hautes vitesses, il attire l'attention de recruteurs professionnels mais, passionné par le football américain, refuse les offres pour jouer à ce sport à l'université même s'il pèse moins de 80 kg et est décrit « fin comme du papier »,.

### Carrière universitaire

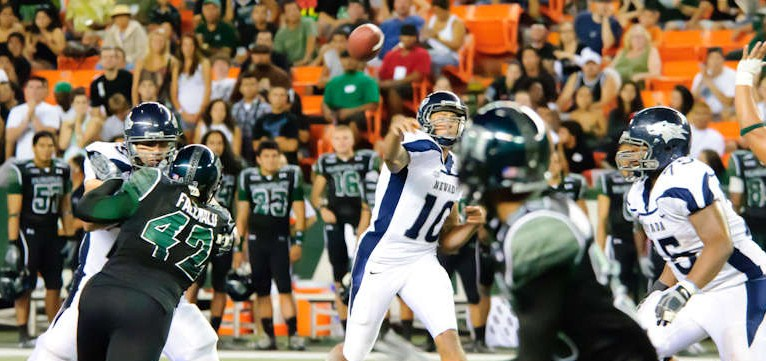
Après une saison hors des terrains, Colin Kaepernick devient titulaire des Wolf Pack du Nevada en 2007.

Recruté par l'entraîneur du Wolf Pack du Nevada, Chris Ault (en), le créateur de la formation pistol, Kaepernick rejoint en 2006 la seule équipe universitaire lui ayant proposé une bourse pour jouer au football américain,,. Lors de sa première année, il ne joue pas du fait de son statut de redshirt.
Colin Kaepernick fait ses débuts en 2007 en remplaçant Nick Graziano en cours de partie, après que le titulaire soit sorti pour une blessure au pied,. Dans cette partie, Kaepernick passe pour 384 yards, lance quatre touchdowns et court pour 60 yards dans une défaite 49 à 41. Cette partie lui permet d'obtenir la place de titulaire. Pour son premier match en tant que tel, il est l'un des acteurs d'une rencontre historique opposant les Wolf Pack du Nevada aux Broncos de Boise State qui se termine par une défaite de Nevada sur le score de 69 à 67 après quatre prolongations. Ce match, qui voit l'un des scores les plus élevés de l'histoire de la National Collegiate Athletic Association (NCAA), est nationalement télévisé et permet à Kaepernick, qui termine avec 243 yards et trois touchdowns à la passe ainsi que 177 yards et deux touchdowns à la course, d'avoir une visibilité dans tout le pays,. Au terme de la saison, il est désigné meilleur débutant de l'année de la conférence WAC.
Utilisant autant ses bras que ses jambes, Kaepernick est encore reconnu en 2008, lors de sa saison sophomore, où il est désigné joueur offensif de la WAC de l'année, après avoir dépassé les 2 500 yards à la passe et les 1 000 à la course.
En juillet 2010, il se met en évidence dans un camp d'entraînement organisé par les frères Eli et Peyton Manning lors duquel il montre ses talents aux côtés des meilleurs jeunes joueurs du pays comme Andrew Luck ou Christian Ponder,. Impressionné par Kaepernick, Luck en dit le plus grand bien à son entraîneur, Jim Harbaugh,.
Il termine son parcours universitaire en 2010, après avoir été le premier joueur à lancer pour plus de 2 000 yards et courir pour plus de 1 000 durant trois saisons universitaires consécutives, et est le deuxième après Tim Tebow à avoir inscrit plus de 20 touchdowns à la passe, et 20 autres à la course en une seule saison.
Il devient le premier quarterback d'une grande université américaine à passer pour plus de 10 000 yards et à courir pour plus de 4 000 yards dans sa carrière universitaire,,.

### Carrière professionnelle

#### Repêchage amateur
Si sa carrière universitaire impressionne, Colin Kaepernick n'est pas considéré comme l'un des quarterbacks les plus en vue de la draft 2011 de la NFL. L'une des raisons est que les équipes craignent les profils de joueurs universitaires passeurs/coureurs qui ont historiquement du mal à gagner dans la ligue à l'exemple de Vince Young. Ses passes sont globalement précises mais sa technique au lancer est discutée,. Ses évaluations physiques sont excellentes, il court un sprint de 40 yards en 4 s 53 au NFL Combine. Il réalise également un bon score de 37 au test Wonderlic.
Le 29 avril 2011, Kaepernick est finalement recruté au deuxième tour de la draft par les 49ers de San Francisco avec le 36e choix. Il est le sixième quarterback sélectionné au cours de ce repêchage après Cam Newton, Jake Locker, Blaine Gabbert, Christian Ponder et Andy Dalton. L'équipe de Jim Harbaugh conclut un échange avec les Broncos de Denver pour obtenir le joueur,. Il signe un contrat de débutant d'une valeur de 5,2 millions de dollars.

#### Recrue remplaçant (2011)
Vu comme un joueur prometteur pouvant mettre sous pression le quarterback titulaire des 49ers Alex Smith, Kaepernick rate ses débuts chez les professionnels. Pour ses premiers pas sous le maillot des 49ers de San Francisco, il est envoyé au sol trois fois consécutivement par la défense des Saints de La Nouvelle-Orléans. Le reste de sa pré-saison est également difficile, il est intercepté à cinq reprises en quatre performances et n'inscrit aucun touchdown, terminant avec une évaluation catastrophique de 23,9. Désigné doublure de Smith pour la saison 2011, il n'entre que très rarement en jeu pour quelques formations exceptionnelles afin de déstabiliser l'adversaire.

#### Ascension du banc de touche au Super Bowl (2012)
Après l'excellente saison 2011 d'Alex Smith à la tête des 49ers de San Francisco, Kaepernick est encore destiné à être remplaçant et utilisé de manière sporadique dans l'attaque de son équipe, notamment au cours de formations wildcat dans lesquelles le quarterback peut être autant passeur que coureur. Entré en jeu dans la rencontre largement dominée contre les Jets de New York à la fin du mois de septembre, il ne réussit pas une seule passe mais court pour 50 yards et inscrit le premier touchdown de sa carrière d'une course de 7 yards,.
Efficace contre les Jets, le joueur obtient de nouveaux jeux dans ce rôle contre les Bills de Buffalo et marque à nouveau un touchdown. Il déclare alors ne pas se satisfaire de son rôle de remplaçant et vouloir devenir titulaire. Alex Smith, jusqu'alors préféré au quarterback mobile, est victime d'une commotion contre les Rams de Saint-Louis. La semaine suivante, le 19 novembre 2012, Kaepernick est titularisé pour la première fois de sa carrière dans une rencontre contre les Bears de Chicago, l'une des meilleures défenses de la saison. Il y complète 16 passes sur 23 et marque deux touchdowns sans être intercepté par les Bears. À la suite de cette performance, son entraîneur Jim Harbaugh décide d'en faire, à la surprise générale, le quarterback titulaire de l'attaque des 49ers aux dépens d'Alex Smith pourtant remis de sa blessure et auteur d'un bon début de saison,,.
Surnommé Kap, embrassant ses biceps tatoués, Colin Kaepernick apporte une nouvelle énergie aux 49ers par son comportement et ses aptitudes athlétiques,. Il confirme contre les Saints de La Nouvelle-Orléans en montrant ses capacités à la passe en dehors de sa poche ou après une feinte de course. Après avoir lancé pour 208 yards et couru pour 84 autres au cours d'une défaite 16 à 13 contre les Rams de Saint-Louis lors de la 13e journée, il passe pour 185 yards et court pour 53 lors du match suivant, une victoire 27 à 13 contre les Dolphins de Miami. Ses performances font de lui le premier joueur de l'histoire de la NFL à lancer pour plus de 175 yards et à courir pour plus de 50 dans deux matchs consécutifs de la NFL[réf. nécessaire]. Contre les Patriots de la Nouvelle-Angleterre, il répond aux blitz successifs de Bill Belichick en réussissant 14 de ses 25 passes. Après avoir mené 31 à 3 à l'extérieur sous la pluie du Massachusetts, Kaepernick sort vainqueur de son duel avec Tom Brady sur le score de 41 à 34.
La deuxième partie de la saison 2012 permet au joueur de gagner une notoriété nationale,,, mettant en avant sa relation compliquée avec sa mère biologique qui souhaite le rencontrer. Titularisé pour les sept derniers matchs de la saison, il termine cette demi-saison avec une évaluation de 98,3 après avoir lancé pour 1 814 yards, dix touchdowns et trois interceptions, et couru pour 415 yards et cinq touchdowns. Il aide son équipe à obtenir un bilan de cinq victoires et deux défaites dans ces derniers matchs et permet aux 49ers de remporter leur deuxième titre de division consécutif. Deuxième de la conférence NFC, le club est qualifié directement pour le match de division de la phase finale.
Pour le premier match éliminatoire de sa carrière, Kaepernick montre tous ses talents dans une historique performance permettant aux 49ers de remporter la victoire 45 à 31 contre les Packers de Green Bay. Au début de la partie, une de ses passes est interceptée et retournée pour un touchdown. La suite est un spectacle à la course que la défense des Packers ne peut arrêter. Il bat le record du plus grand nombre de yards jamais courus par un quarterback en NFL avec 181 yards et inscrit deux autres touchdowns au sol,. Son jeu de course est aidé par sa réussite à la passe où il compile aussi 263 yards avec son bras et lance deux touchdowns.

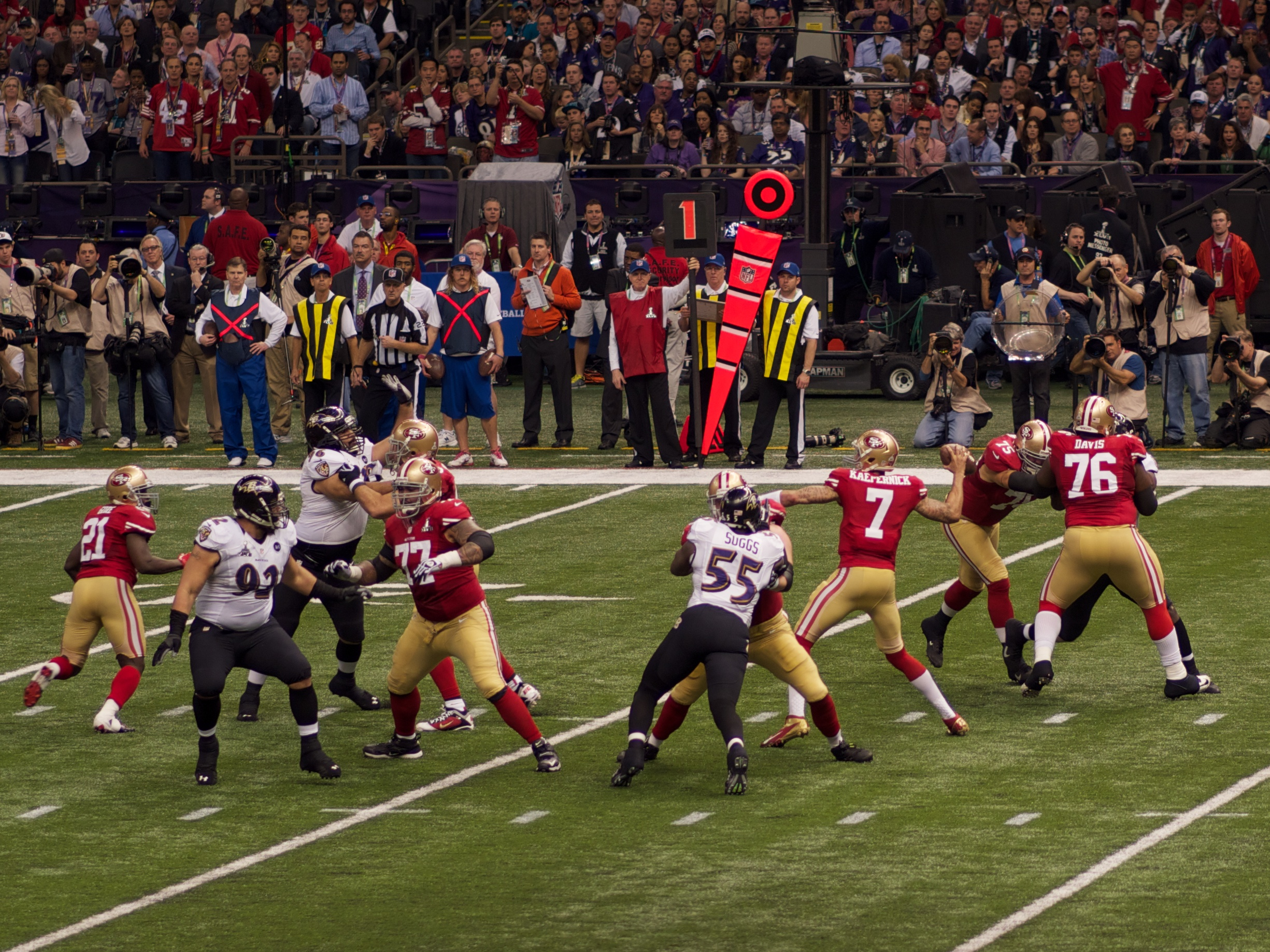
Colin Kaepernick lors du Super Bowl XLVII.

Qualifiés en finale de conférence, son équipe et lui se voient opposés aux Falcons d'Atlanta, qui ont fini premiers de la ligue en saison régulière. Bien que les 49ers soient dominés 17 à 0 en début de match, il reste très solide et aide fortement son équipe à remonter son déficit grâce à sa précision et son sang-froid. Les 49ers s'imposent finalement 28 à 24 au cours d'une rencontre serrée, où il termine avec des statistiques très propres (16 passes complétées sur 21, pour 233 yards, un touchdown et aucun turnover). Cette victoire lui permet de se qualifier pour son premier Super Bowl, le XLVII, un exploit vu son jeune âge et sa titularisation tardive cette saison.
Face à la défense des Ravens de Baltimore au Super Bowl XLVII, Colin Kaepernick montre de l'intelligence, du sang-froid et du talent dans ses ajustements pour réaliser une belle performance dans l'ensemble avec 16 réussites sur 28 passes tentées pour 302 yards et un touchdown. Il confirme son efficacité à la course dans les plus grands matchs avec sept portés de ballon pour 62 yards et un touchdown. Le jeune quarterback réalise néanmoins des erreurs coûteuses. Il lance une mauvaise passe au-dessus de la tête de Randy Moss qui est interceptée dans le deuxième quart-temps. En fin de rencontre, il manque trois passes consécutivement depuis la ligne des 5 yards des Ravens.

#### Confirmation comme passeur (2013)

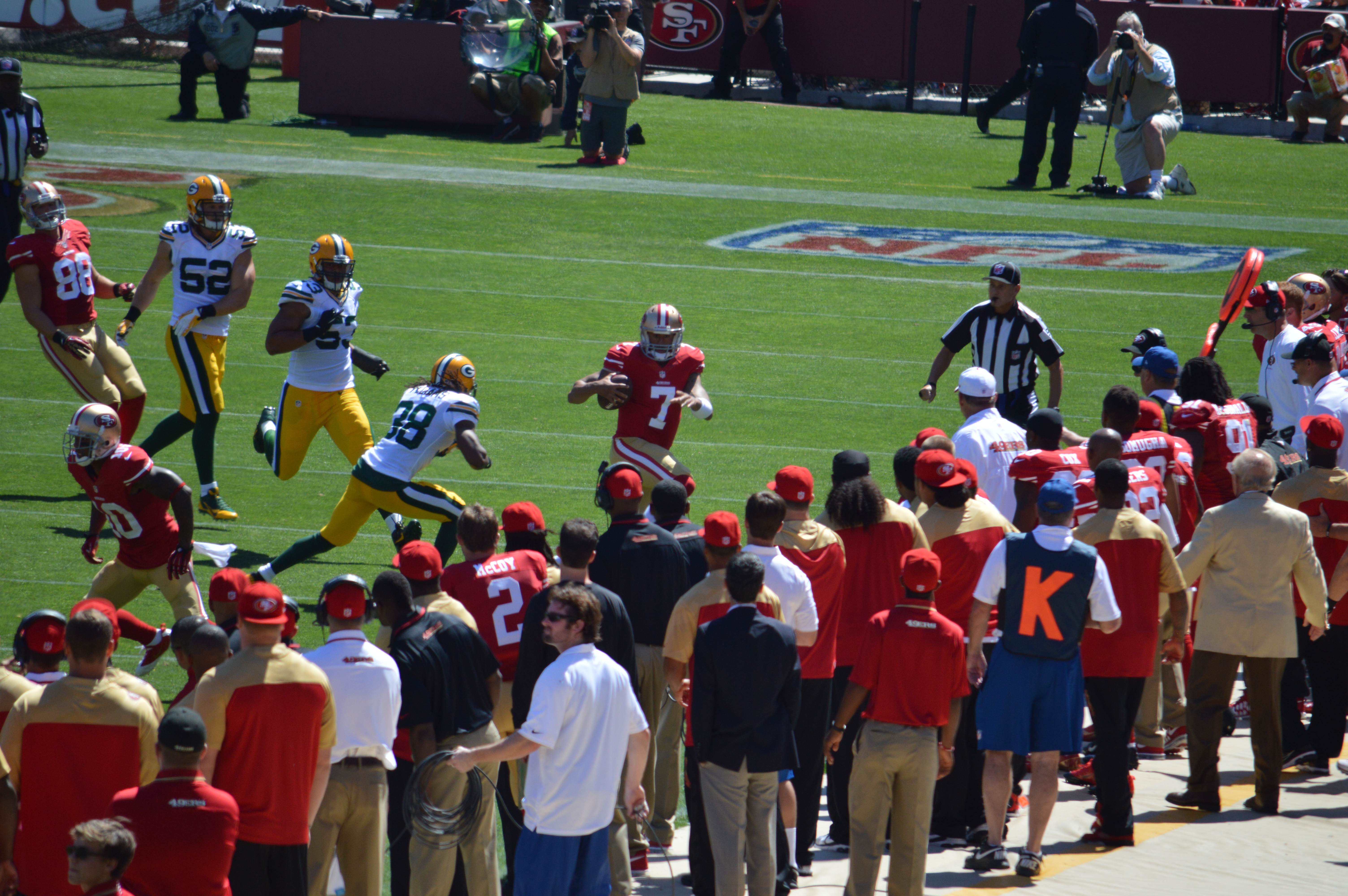
Lors de la rencontre d'ouverture de la saison 2013, Kaepernick porte le ballon contre les Packers de Green Bay.

Sa participation au Super Bowl et ses performances à la fin de la saison 2012 lui permettent d'être présent dans les principaux magazines sportifs américains,. Il tourne également dans une publicité nationale pour McDonald's. Il lance le lancer inaugural d'une rencontre des Giants de San Francisco. Ses conseillers travaillent autour de son image en déposant plusieurs marques comme « Colin Kaepernick » ou « Kap » ou encore en lui créant un site internet officiel. Le joueur prépare sa deuxième saison dans la ligue à Los Angeles dans un gymnase où il s'entraîne collectivement avec d'autres athlètes.
Lors de la première rencontre de la saison 2013, Colin Kaepernick retrouve les Packers de Green Bay quelques mois après sa performance remarquable en phase finale. Visé, il est plaqué violemment en dehors du terrain par Clay Matthews, ce qui crée une altercation,. Le quarterback bat cette fois-ci les Packers à la passe en lançant pour 412 yards et trois touchdowns. Les deux semaines suivantes sont difficiles, le joueur ne marque pas, contenu par les défenses des Seahawks de Seattle et des Colts d'Indianapolis dans deux défaites consécutives. Les défenses adverses se sont ajustées à son style de jeu, limitant ses jeux atypiques en double-menace ou en option. Il ne lance pas une seule fois plus de 300 yards à la passe le reste de la saison, manquant de toucher et de rythme dans ses lancers. S'il est charismatique, son comportement hors du terrain agace parfois les journalistes.
Tête d'affiche d'une publicité pour les casques audio de Dr. Dre, il commence son deuxième parcours en phase finale avec un statut de vedette. Dans son opposition face aux Panthers de la Caroline, Kaepernick marque un touchdown à la course et à la passe. Après avoir conclu avec ses jambes dans la end zone, il imite la célébration signature de Cam Newton en faisant le geste de Superman. Qualifiés pour le championnat NFC, Kap et ses coéquipiers se retrouvent opposés à ses rivaux, les Seahawks de Seattle et sa défense connue comme la Legion of Boom. Kaepernick perd un ballon et lance deux interceptions dans la défaite de son équipe.

#### Nouveau contrat et déceptions (2014)
En avril 2014, Colin Kaepernick fait l’objet d’une enquête du département de police de Miami à la suite d'une plainte pour une possible agression sexuelle,,. Deux mois après le début de l'enquête, la police clôt l'affaire et innocente complètement Kaepernick. Sa victime présumée n'étant en fait qu'une fan obsédée par le joueur et sa renommée. Cela ne l'empêche pas de signer le 4 juin 2014 une extension de contrat pour six années supplémentaires, d'une valeur de 126 millions de dollars,. Ce contrat le place dans les dix joueurs les mieux payés à son poste. En paraphant son contrat, le joueur demande à son club qu'il négocie des prolongations de contrat avec plusieurs joueurs dont Michael Crabtree et Vernon Davis,. Cependant, seulement 13 millions de dollars sont garantis pour le joueur, deux à trois fois moins que la norme.
Lors de la défaite en deuxième semaine de la saison 2014, il insulte le defensive end des Bears de Chicago Lamarr Houston (en) avec le mot connoté racialement nigger, ce qui lui vaut une pénalité et une amende de 11 025 $,. Le joueur nie et fait appel, sa sanction est réduite de moitié. Intercepté trois fois dans la partie contre les Bears, à deux reprises dans le dernier quart-temps, Contre les Rams de Saint-Louis, il lance pour 343 yards et trois touchdowns. Sur le terrain, le joueur régresse, peu aidé par son entraîneur Jim Harbaugh, son plus grand supporteur, qui est sur le départ,,. Il lance son record d'interceptions dans une saison et ses gains moyens sont les plus faibles de sa carrière.
En fin de saison, dans la quatrième défaite consécutive de son équipe, Kaepernick s'illustre à la course en marquant un touchdown de 90 yards à travers la défense des Chargers de San Diego.

#### Remplacement et blessure (2015)

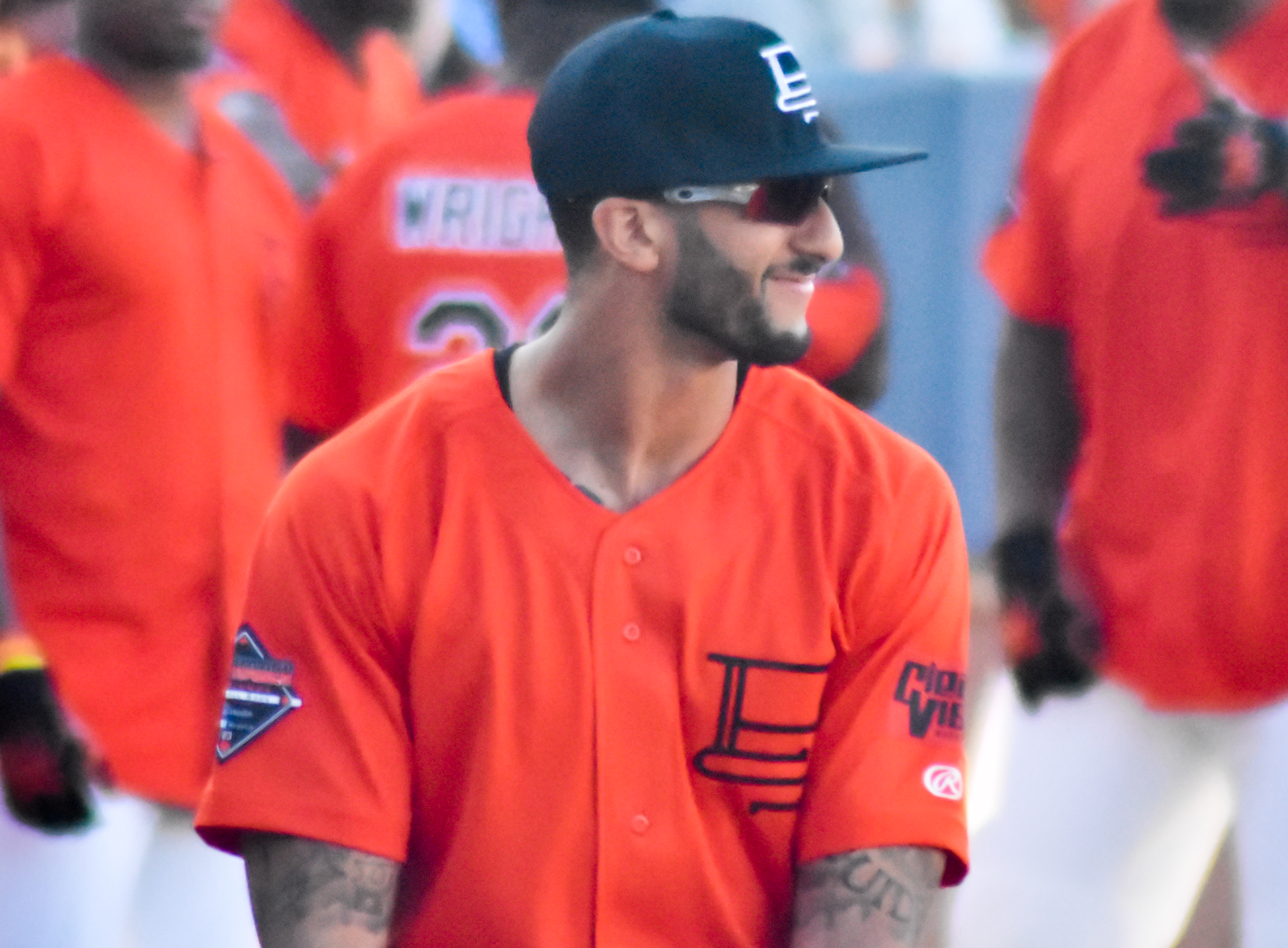
Colin Kaepernick sous un maillot de baseball en 2015.

Irrité par un supporteur sur Twitter, maladroit sur Instagram lors des inondations de Houston,, insulté par Matt Barnes, le quarterback des 49ers de San Francisco vit une inter-saison difficile lors de laquelle il s'entraîne avec Kurt Warner dans l'Arizona,.
Kaepernick commence difficilement la saison 2015. En troisième semaine, il lance quatre interceptions en 19 tentatives de passe contre les Cardinals de l'Arizona,,,. Deux d'entre elles sont retournées pour des touchdowns, une première pour les Niners depuis 1980. La semaine suivante, le quarterback est mis au sol à six reprises par la défense des Packers de Green Bay dans une défaite 17 à 3 et se blesse à l'épaule. Pendant la rencontre, le défenseur Clay Matthews lui crie « tu n'es pas Russell Wilson », une comparaison fréquemment faite par les médias,. Le quarterback et son équipe enchaînent les défaites. Kurt Warner dit dans les médias que le joueur est encore en train d'apprendre à jouer dans la poche.
Avec seulement trois touchdowns inscrits pour neuf interceptions et 24 sacks. Lors de la rencontre contre les Falcons d'Atlanta, Kaepernick est mis sur le banc en cours de partie et remplacé par Blaine Gabbert,,. L'entraîneur principal Jim Tomsula (en) déclare que Gabbert va garder la place de titulaire au moins pour le match suivant contre les Seahawks de Seattle. En novembre 2015, il est placé sur la liste des joueurs blessés pour se faire opérer à l'épaule gauche,.

#### Protestations (2016) et fin de carrière en NFL
Le 26 août 2016, lors de la rencontre de préparation à la saison 2016 contre les Packers de Green Bay, Colin Kaepernick refuse de se lever pendant l'hymne américain pour protester contre le traitement des Afro-Américains et des minorités aux États-Unis,. Son club réagit en reconnaissant « son droit comme individu, le choix de participer ou non, à la célébration de l'hymne national », son entraîneur Chip Kelly déclare que c'est « son droit en tant que citoyen » ainsi que la National Football League qui, dans un communiqué, indique que « les joueurs sont encouragés mais pas obligés de se lever pendant que l'hymne national est joué »,. Pour la première fois, le geste de Colin est alors remarqué par les médias. Pourtant, c'est déjà la troisième semaine consécutive que le joueur reste assis durant l'hymne national.
Son geste attire l'attention des médias nationaux américains et Kaepernick confirme qu'il souhaite continuer à protester pour les personnes qui sont oppressées et pour lutter contre les violences policières. Le 1er septembre, il pose un genou à terre au moment de l'hymne américain avec son coéquipier Eric Reid. Cette modification dans sa protestation fait suite à une longue discussion avec l'ancien joueur NFL et béret vert Nate Boyer (en). Ce geste lui vaut des éloges pour son courage mais aussi de violentes critiques, notamment de la part du candidat présidentiel en campagne Donald Trump,. À la fin de la rencontre, il déclare donner un million de dollars de son salaire à des organisations pour aider à résoudre les problèmes qu'il souhaite mettre en avant.
Lors de la première journée de compétition dix jours plus tard, Colin Kaepernick poursuit sa protestation et est soutenu par de nombreux joueurs à travers la ligue qui posent un genou au sol ou lèvent un poing en l'air,,,. Le geste est suivi à travers les États-Unis sur différents terrains et dans différents sports, divisant l'Amérique,. Le 22 septembre, Colin Kaepernick apparaît à la une du magazine Time dans un numéro qui discute du patriotisme américain et des répercussions des protestations initiées par le joueur. Le joueur dit avoir reçu des menaces de mort. Selon un sondage, il est le joueur le plus détesté de la ligue.
Sur le plan sportif, Kaepernick connait une dernière saison compliquée en NFL. Malgré, une place de titulaire retrouvée lors de la semaine 6, il n'empêche pas les 49ers de connaitre une lourde défaite à Buffalo (16-45). Lors de la semaine 13, Colin, va connaitre l'un de ses pires matchs en carrière avec seulement 4 yards à la passe, avant d’être relégué sur le banc pour le reste de la rencontre. Cependant, dès la semaine suivante et jusqu'à la fin de la saison, il restera le quarterback titulaire. Sportivement, les résultats sont médiocres, Kaepernick ne gagnera qu'un seul de ses onze derniers matchs avec San Francisco. À la fin de la saison, Kaepernick choisit de mettre fin à son contrat avec les 49ers et d'être agent libre. Il ne trouvera pas de poste de quarterback au sein de la ligue malgré les besoins de plusieurs franchises à son poste y compris comme quarterback remplaçant.

#### Poursuites judiciaires contre la NFL
Un an plus tard, le joueur, toujours sans club, s'engage dans un combat judiciaire contre la NFL dont il accuse les franchises de s'être liguées pour ne pas le réembaucher,. En février 2019, les avocats de la NFL et Colin Kaepernick et Eric Reid signent un accord soumis à une clause de confidentialité, par lequel Kaepernick pourrait toucher un dédommagement de 60 à 80 millions de dollars par la NFL, mais son retour sur les terrains semble improbable.

#### Mort de George Floyd
Le 6 juin 2020, dans les jours suivant la mort de George Floyd et face à la vague d'indignation qui en a découlé, Roger Goodell, commissaire de la National Football League exprime son soutien au mouvement Black Lives Matter et le regret de la NFL de ne pas avoir entendu plus tôt les joueurs ayant manifesté leur opposition au racisme, mais sans nommer expressément Colin Kaepernick. Le 9 juin 2020, jour des obsèques de George Floyd, le joueur Malcolm Jenkins réclame des excuses officielles de la part de la NFL envers Colin Kaepernick. Le même jour, au cours de l'éloge funèbre très politisé qu'il rend à George Floyd, le Révérend Al Sharpton demande à la NFL de rendre son emploi à Kaepernick.

### Activiste
L'activisme de Colin Kaepernick a débuté à l'université dans la fraternité Kappa Alpha Psi. Banni des terrains de football américain, il continue ses combats sociaux et sa protestation en dehors de ceux-ci. Après plusieurs mois de silence, il apparaît en décembre 2017 lors du gala de l'Union américaine pour les libertés civiles. Coupe afro volumineuse, habillé en noir, il reçoit le prix « Eason Monroe » du courage. Il est également mis en valeur par Sports Illustrated qui le récompense du Muhammad Ali Legacy Award. Pour le magazine Time, il est l'une des personnes de l'année dont l'influence est importante.
En avril 2018, il reçoit le prix Ambassadeur de la conscience d'Amnesty International pour « rendre hommage à son esprit militant et son courage exceptionnel »,. La campagne publicitaire de Nike donne un nouvel élan à son activisme.

## Statistiques
| Année              | Équipe                 | MJ                 |         | Passes   | Passes | Passes | Passes | Passes | Passes | Passes  |       | Courses | Courses | Courses | Courses |     | Sacks  | Sacks |  | Fumbles | Fumbles |
| Année              | Équipe                 | MJ                 | Tentées | Réussies | Pct.   | Yards  | TD     | Int.   | Éval.  | Tentées | Yards | Moy.    | TD      | Nb.     | Yards   | Nb. | Perdus |       |  |         |         |
| 2011               | 49ers de San Francisco | 3                  | 5       | 3        | 60,0   | 35     | 0      | 0      | 81,2   | 2       | -2    | -1,0    | 0       | 0       | 0       | 0   | 0      |       |  |         |         |
| 2012               | 49ers de San Francisco | 13                 | 218     | 135      | 62,4   | 1 814  | 10     | 3      | 98,5   | 63      | 415   | 6,6     | 5       | 16      | 112     | 9   | 2      |       |  |         |         |
| 2013               | 49ers de San Francisco | 16                 | 416     | 243      | 58,4   | 3 197  | 21     | 8      | 91,6   | 92      | 524   | 5,7     | 4       | 39      | 231     | 6   | 4      |       |  |         |         |
| 2014               | 49ers de San Francisco | 16                 | 478     | 289      | 60,5   | 3 369  | 19     | 10     | 86,4   | 104     | 639   | 6,1     | 1       | 52      | 344     | 8   | 5      |       |  |         |         |
| 2015               | 49ers de San Francisco | 9                  | 244     | 144      | 59,0   | 1 615  | 6      | 5      | 78,5   | 45      | 256   | 5,7     | 1       | 28      | 166     | 5   | 1      |       |  |         |         |
| 2016               | 49ers de San Francisco | 12                 | 331     | 196      | 59,2   | 2 241  | 16     | 4      | 90,7   | 69      | 468   | 5,8     | 2       | 36      | 207     | 9   | 3      |       |  |         |         |
| Totaux en carrière | Totaux en carrière     | Totaux en carrière | 1 692   | 1 011    | 59,8   | 12 271 | 72     | 30     | 88,9   | 375     | 2 300 | 6,1     | 13      | 171     | 1 060   | 37  | 15     |       |  |         |         |

| Année              | Équipe                 | MJ                 |         | Passes   | Passes | Passes | Passes | Passes | Passes | Passes  |       | Courses | Courses | Courses | Courses |     | Sacks  | Sacks |  | Fumbles | Fumbles |
| Année              | Équipe                 | MJ                 | Tentées | Réussies | Pct.   | Yards  | TD     | Int.   | Éval.  | Tentées | Yards | Moy.    | TD      | Nb.     | Yards   | Nb. | Perdus |       |  |         |         |
| 2012               | 49ers de San Francisco | 3                  | 80      | 49       | 61,3   | 798    | 4      | 2      | 100,9  | 25      | 264   | 10,6    | 3       | 5       | 32      | 1   | 1      |       |  |         |         |
| 2013               | 49ers de San Francisco | 3                  | 82      | 45       | 54,9   | 576    | 3      | 3      | 74     | 26      | 243   | 9,3     | 1       | 6       | 26      | 3   | 0      |       |  |         |         |
| Totaux en carrière | Totaux en carrière     | Totaux en carrière | 162     | 94       | 58     | 1 374  | 7      | 5      | 87,3   | 51      | 507   | 9,9     | 4       | 11      | 58      | 4   | 1      |       |  |         |         |

## Style de jeu
Colin Kaepernick est un athlète exceptionnel avec un bras droit très fort pouvant lancer le ballon de football américain à une vitesse importante. Critiqué pour sa précision dans le placement du ballon, son inconsistance et sa lecture du jeu, le quarterback arrive néanmoins à marquer plus qu'il n'est intercepté dans sa carrière. Certains évaluent qu'il n'est capable que de réaliser des passes droites et fortes, manquant de toucher et d'angle.

## Impact médiatique

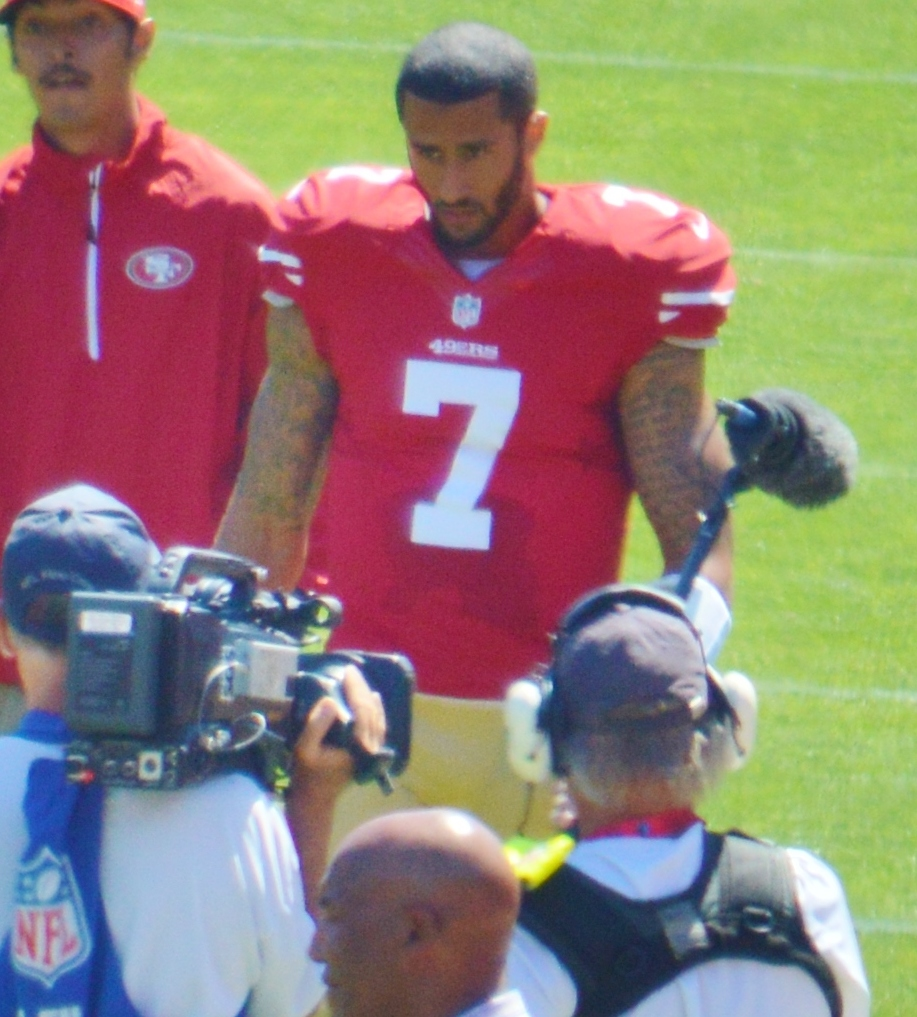
Colin Kaepernick en 2013.

En septembre 2018, avant le début de la nouvelle saison et dans un contexte toujours complexe autour du boycott de l'hymne, Colin Kaepernick est choisi pour être le visage de l'équipementier sportif Nike pour le 30e anniversaire du slogan Just Do It. Il s'agit d'une photographie en noir et blanc de son visage avec le message « Croyez en quelque chose. Même si cela signifie tout sacrifier ». Cette « prise de parti » dans la mobilisation contre les violences policières infligées aux Noirs américains est très mal perçue par le président des États-Unis Donald Trump et ses partisans. Sur les réseaux sociaux, il est ainsi possible de voir des personnes brûler leur produit Nike en signe de protestation. Malgré cette haine, un t-shirt à manches longues noir Nike avec "Kaepernick" dans le dos est mis en vente et est en rupture de stock rapidement.
En novembre 2018, le clip de la chanson Nothing Breaks Like a Heart rend indirectement hommage à Kaepernick en montrant des joueurs de football américain agenouillés.
Selon le classement du « World Fame 100 » dévoilé par le média américain ESPN, Colin reste un des sportifs les plus influents de la planète. En effet, dans le classement de 2019, Colin est au rang 57e sur 100 alors qu'il ne joue plus depuis la saison 2016 en NFL.
En mai 2020, à la suite de la mort de George Floyd, le geste de Kaepernick consistant à poser le genou à terre est abondamment repris par des sportifs, des policiers, des soldats de la garde nationale, plusieurs élus démocrates du Congrès des États-Unis, ou même le candidat démocrate à la présidentielle Joe Biden.
En juillet 2020, la chaîne ESPN, propriété de la Walt Disney Company signe un contrat avec Colin Kaepernick dans le but de produire une série documentaire le concernant,. Le 29 octobre 2021, une mini-série en 6 épisodes nommée Colin en noir et blanc est disponible sur Netflix
En 2021, lors du championnat d'Europe de football, le geste est repris par plusieurs équipes, non sans provoquer des débats sur son application.
En 2022, lors du Super Bowl LVI, le geste pour dénoncer les inégalités raciales est repris par le rappeur Eminem à la fin de sa performance durant la mi-temps. Il avait prévu et prévenu qu'il allait le faire, mais la NFL le lui avait interdit.

## Vie personnelle
Il est été baptisé dans une église méthodiste, confirmé dans une église luthérienne et fréquente une église baptiste pendant ses études universitaires.
Il est tatoué sur une large majorité du haut de son corps. Nes Andrion est l'artiste qui réalise tous ses tatouages depuis 2007, date du premier d'une longue série. Sur son bras gauche, il a un cœur dans une main pour représenter la transplantation cardiaque de sa mère. Ses pectoraux sont couverts de tatouages de symboles tribaux polynésiens. Plusieurs versets du livre des Psaumes sont également tatoués sur son corps. En 2012, il a une grande tortue nommée Sammy comme animal de compagnie. En 2014, il est gagnant d’un concours de style organisé par le magazine américain GQ . En 2015, il a une collection de plus de cinq cents paires de sneakers.

### Citations originales
1. ↑  (en) « You ain't Russell Wilson ».
2. ↑  (en) « we recognize the right of an individual to choose and participate, or not, in our celebration of the national anthem ».
3. ↑  (en) « his right as a citizen ».
4. ↑  (en) « Players are encouraged but not required to stand during the playing of the national anthem ».